# Bous
Bous é uma comuna do Luxemburgo, pertence ao distrito de Grevenmacher e ao cantão de Remich.

## Demografia
Dados do censo de 15 de fevereiro de 2001:
- população total: 1.091
  - homens: 547
  - mulheres: 544
- densidade: 70,71 hab./km²
- distribuição por nacionalidade:

| Nacionalidade  | População | %      |
| -------------- | --------- | ------ |
| luxemburgueses | 831       | 76,17% |
| estrangeiros   | 260       | 23,83% |
| - portugueses  | 112       | 10,27% |
| - franceses    | 29        | 2,66%  |
| - italianos    | 17        | 1,56%  |
| - belgas       | 16        | 1,47%  |
| - alemães      | 32        | 2,93%  |
| - iuguslavos   |           | 0,00%  |
| - outros       | 54        | 4,95%  |

- Crescimento populacional:

| Ano        | População |
| ---------- | --------- |
| 15/02/2001 | 1.091     |
| 01/01/2002 | 1.124     |
| 01/01/2003 | 1.152     |
| 01/01/2004 | 1.174     |
| 01/01/2005 | 1.190     |